# Children of Bodom (single)
"Children of Bodom" er en single fra melodisk dødsmetal-bandet Children of Bodom. Den blev udgivet i 1998. 

## Numre
1. "Children of Bodom"
2. "Repent (Whore)" (af Cryhavoc)
3. "Iron, Steel, Metal" (af Wizzard)